# Mark Russinovich
Mark Eugene Russinovich (* 1966) je technickým ředitelem v Microsoft Azure. Před nástupem do Microsoftu (2006) byl spolumajitelem softwarové firmy Winternals.

## Život a vzdělání
Russinovich se narodil ve španělské Salamance. Poté se přestěhoval do USA, kde žil v Birminghamu až do svých 15 let, kdy se i s rodinou přestěhovali do Pittsburgu. Russinovich je chorvatského původu, jeho otec byl radiolog a matka sekretářka v jeho ordinaci v Pittsburgu. Mark Russinovich se k počítači poprvé dostal u otcova přítele. Bylo to v roce 1970 a jednalo se o Apple II. Byl schopen provést reverzní analýzu paměti ROM a psát pro něj programy. V 15 letech si koupil svůj první počítač TI99/4A, po šesti měsících mu rodiče koupili Apple II+ z místní střední školy. Psal rovněž články do časopisů o Apple II. V roce 1989 získal na univerzitě Carnegie Mellon vysokoškolský titul z počítačového inženýrství a následující rok další titul na Rensselaer Polytechnic Institute.

## Kariéra
Od září 1994 do března 1996 byl výzkumným spolupracovníkem na univerzitě v Oregonu. Od března do září 1996 byl vývojářem ve firmě NuMega Technologies, kde pracoval na sledování výkonu softwaru pro Windows NT. Roku 1996 spolu s Brycem Cogswellem založil společnost Winternals Software, kde Russinovich plnil roli hlavního softwarového architekta. Založili také internetovou stránku sysinternals.com, kde zpřístupnil mnoho administrátorských a diagnostických utilit pro Windows, například Autoruns, Filemon, Regmon, Správce souborů, TCPView. Od září 1996 do září 1997 pracoval jako konzultant ve společnosti OSR v New Hampshire. Od září 1997 do března 2000 byl členem výzkumného týmu v IBM. V roce 2006 se připojil k firmě Microsoft, když Microsoft odkoupil jejich firmu Winternals Software. Stal se stálým přispěvatelem do TechNet Magazine a časopisu Windows IT Pro. Je autorem mnoha nástrojů použitých v jádře Windows NT a Windows 2000 či v souborovém systému NTFS.

## Práce
Roku 2005 Russinovich objevil Sony rootkit v produktech Sony DRM. Tato funkce zabraňovala uživatelům kopírovat jejich média. Roku 2006 Russinovich objevil další rootkit, tentokrát u produktu Norton SystemWorks od firmy Symantec, který firma následně odstranila. Russinovich napsal novely Zero day a Trojan horse.

## Publikace
- Mark E. Russinovich, David A. Solomon: Windows Internals – Windows 2000, Windows XP und Windows Server 2003 aus der Insider-Perspektive für Entwickler und Administratoren. Microsoft Press, 2005, ISBN 3-86063-977-3
- Mark E. Russinovich, David A. Solomon: Windows® Internals, Fifth Edition, Covering Windows Server 2008 and Windows Vista. Microsoft Press, 17. Juni 2009, ISBN 0-7356-2530-1
- Mark E. Russinovich, David A. Solomon, Alex Ionescu: Windows® Internals, Sixth Edition, Part 1. Microsoft Press, 17. April 2012, ISBN 978-0735648739
- Mark E. Russinovich: Inside Microsoft Windows 2000. Microsoft Press, 2002, ISBN 3-86063-630-8
- Mark E. Russinovich: Zero Day. Thomas Dunne Books, 6. April 2011, ISBN 978-0312612467
- Mark E. Russinovich: Trojan Horse. Thomas Dunne Books, 4. September 2012, ISBN 978-1250010483